# Hogna exsiccatella
Hogna exsiccatella este o specie de păianjeni din genul Hogna, familia Lycosidae. A fost descrisă pentru prima dată de Strand, 1916.
Este endemică în Guatemala. Conform Catalogue of Life specia Hogna exsiccatella nu are subspecii cunoscute.